# Wantopol
Wantopol (Antopol do 2003) – wieś w Polsce, położona w województwie lubelskim, w powiecie parczewskim, w gminie Jabłoń. 
Dawniej były to folwark Antopol i kolonia Wandopol.  Nazwa Wantopol jest zarazem zbitką wyrazową.
W latach 1975–1998 wieś należała administracyjnie do województwa bialskopodlaskiego.
Wieś stanowi sołectwo w gminie Jabłoń. Według Narodowego Spisu Powszechnego z roku 2011 wieś liczyła 98 mieszkańców.
Wierni Kościoła rzymskokatolickiego należą do parafii św. Tomasza Biskupa z Willanowy w Jabłoniu.